# Cristian Brăneț
Cristian Gigi Brăneț (Galați, 14 giugno 1977) è un ex calciatore rumeno, di ruolo portiere.

## Carriera

### Club
Ha giocato principalmente nel campionato, e nel 2010 ha fatto il suo ritorno all'Oțelul Galați.

## Palmarès

### Club

#### Competizioni nazionali
- Liga I: 1

Oțelul Galați: 2010-2011
- Supercupa României: 1

Oțelul Galați: 2011